# デススペル・オメガ
デススペル・オメガ (Deathspell Omega)は、1998年にフランスで結成されたブラックメタルバンド。

## 音楽的特徴
バンドはメンバーの情報を開示しようとしないため、その多くが謎に包まれている。また、その信条のためライブは一切行わない。しかし、バンドはいくつかインタビューを受けているため、そこから彼らの思想や信条の一端を窺い知ることができる。
歌詞のテーマは、主にサタンを形而上学的な次元で扱ったものである。中には実存主義の考えやフランスの思想家ジョルジュ・バタイユからインスピレーションを得ているものもある。
アルバム Paracletusをもって、神とサタン、そしてその二者と人間の関係の神学的側面に焦点を当てた「三部作」を完成させた。

## メンバー
- Mikko Aspa ： Vo　フィンランド出身。Northern Heritage Recordsを初めとした数々のレーベルのオーナーもつとめている。Clandestine Blazeでも活躍している。
- Hasjarl： Gt　1979年8月5日生まれ。レーベルEnd All Life Productionsのオーナーであり、Norma Evangelium Diaboliにも関わっている。
- Khaos ： Ba

## 略歴
1998年に活動を開始。はじめは音質の悪い伝統的なブラックメタルをプレイしていた。
2002年、2ndアルバムInquisitors of Satanをリリース。ヴォーカルのShaxulが脱退。
2004年、三部作の一作目となるSi Monumentum Requires, Circumspiceをリリース。その独特の歌唱スタイルから、新しいヴォーカルはMikko Aspaであることが明らかとなった。また、このアルバムでは上記の典型的なブラックメタルのサウンドから、より技巧的、実験的だが音質の良いサウンドへと変化している。ロシア正教会の聖歌などの影響を受けていることも大きな特徴の一つである。
2005年、EP Kénôseをリリース。本作からよりテクニカルかつ実験的なサウンドへと傾倒していくこととなる。
2007年、三部作の第二作目Fas - Ite, Maledicti, in Ignem Aeternumをリリース。
2010年、三部作の最後の作品Paracletusがリリースされる。
2012年  新作EP DRAUGHTリリース

## ディスコグラフィー

### オリジナルアルバム
- 2000年 Infernal Battles (1st Album)
- 2002年 Inquisitors of Satan (2nd Album)
- 2004年 Si Monumentum Requires, Circumspice (3rd Album)
- 2007年 Fas - Ite, Maledicti, in Ignem Aeternum (4th Album)
- 2010年 Paracletus (5th Album)
- 2016年 The Synarchy of Molten Bones (6th Album)
- 2019年 The Furnaces of Palingenesia (7th Album)

### EP
- 2005年 Kénôse
- 2008年 Veritas Diaboli Manet in Aeternum : Chaining the Katechon
- 2008年 Mass Grave Aesthetics
- 2011年 Diabolus Absconditus
- 2012年 Drought

### スプリット
- 2001年 Clandestine Blaze / Deathspell Omega with Clandestine Blaze
- 2001年 Sob A Lua Do Bode / Demoniac Vengeance with Moonblood
- 2002年 Mütiilation / Deathspell Omega with Mütiilation
- 2005年 From the Entrails to the Dirt
- 2005年 Crushing the Holy Trinity (Father)
- 2008年 Veritas Diaboli Manet In Aeternum with S.V.E.S.T.

### デモ
- 1999年 Disciples of the Ultimate Void

### コンピレーション
- 2008年  Manifestations 2000-2001

MoonbloodやMütiilationとのスプリットの曲などを収録したコンピレーションアルバム。
- 2008年  Manifestations 2002

未発表曲8曲を収録。

## 参考
- The Ajna Offensive